# Reloj azimutal

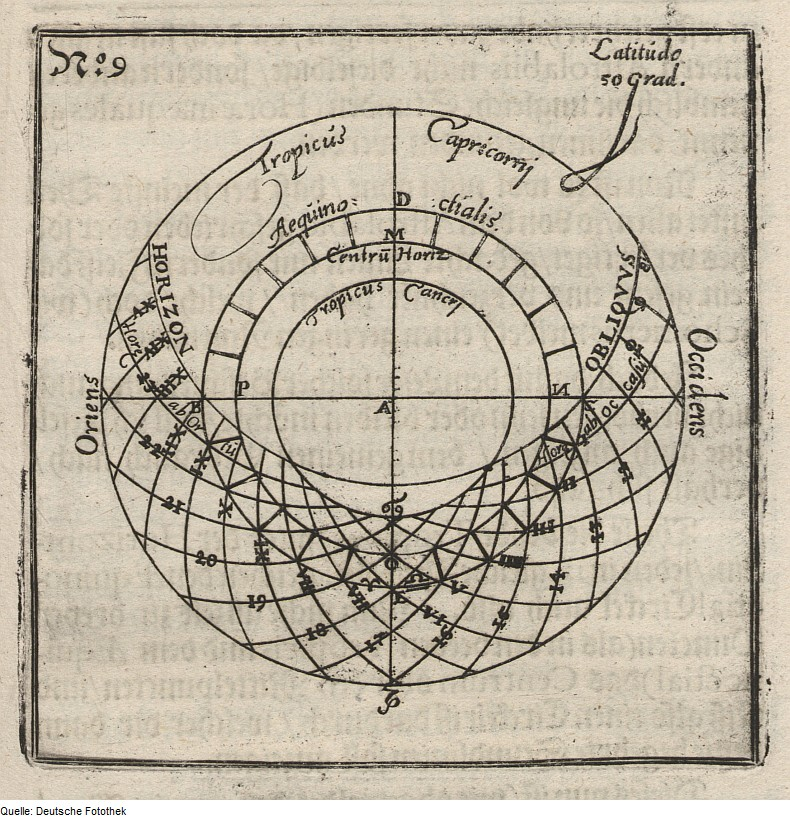
Trazado de las curvas horarias en un reloj azimutal.

El Reloj azimutal es una familia de relojes solares que mide el tiempo sirviéndose del valor que proporciona el azimut solar (véase: coordenadas horizontales). Durante el día el sol va describiendo el arco diurno, y a medida que transcurre, su azimut va cambiando. Por lo tanto estos relojes suelen ser, por norma general, dispuestos en superficies horizontales. De esta forma recogen gran cantidad de luz solar que reciben en el transcurso diurno.  

## Características
En coordenadas horizontales se puede ver que el arco diurno va cambiando de inclinación dependiendo del día del año. Es por esta razón por la que, sabiendo que en un mismo instante dos días del año, no muestra el sol una misma altura, tampoco lo hace con el valor del azimut. 